# Wielkie Soroczyńce
Wielkie Soroczyńce (ukr. Великі Сорочинці, Wełyki Soroczynci) – wieś na Ukrainie w rejonie mirhorodzkim obwodu połtawskiego, centrum wełykosoroczyńskiej silskiej rady (Великосорочинська сільська рада).

## Geografia
Miejscowość położona na prawym brzegu rzeki Psioł, 26 km na północny wschód od Mirhorodu (Mirhorodu). Poniżej ok. 1,5 km znajduje się wieś Sawińce (Савинці, Sawynci), powyżej w odległości 7 km – Marenicze (Мареничі, Marenyczi). Rzeka w tym miejscu meandruje, tworząc limany, starorzecza i mokradła. W pobliżu biegnie droga regionalna R42 (автошлях Р 42).

## Historia

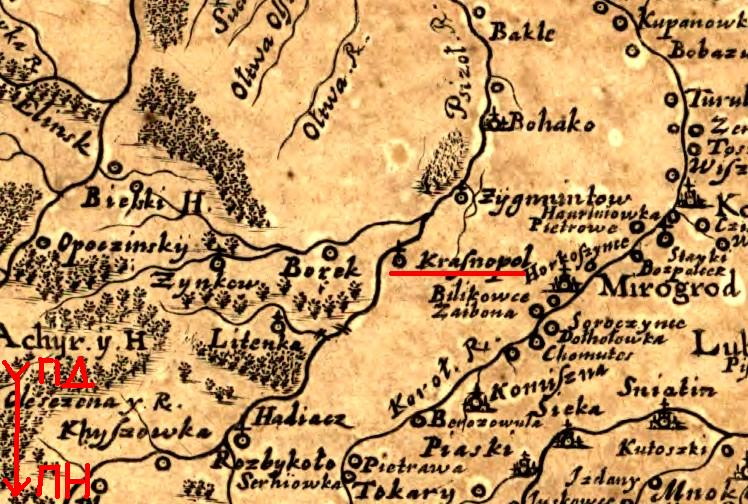
Krasnopol (Wielkie Soroczyńce) na mapie de Beauplana z 1648 roku

Pierwotnie miejscowość nosiła nazwę Krasnopol, a już w latach 20. XVII w. znana była również pod nazwą Soroczyńce. Krasnopol został założony na terenie województwa kijowskiego Rzeczypospolitej. 26 października 1634 r. starosta perejasławski Łukasz Żółkiewski otrzymał królewskie pozwolenie na założenie miasteczka (słobody) „na uroczysku Krasnopol”. Po jego śmierci w 1636 roku starostą perejesławskim i zarządcą Krasnopola został hetman wielki koronny Stanisław Koniecpolski. Przed 1648 rokiem o posiadanie Krasnopola z Koniecpolskim konkurował również Jeremi Wiśniowiecki.
W czasie powstania Chmielnickiego utworzono tu sotnię soroczyńską pułku mirhorodzkiego. Znajdowały się tu majątki starszyzny kozackiej. W Soroczyńcach i pobliskim Chomutcu miał swoje posiadłości setnik chomutecki, a późniejszy pułkownik mirhorodzki Paweł Apostoł (protoplasta rodu Apostołów), który skupował włości w pułku mirhorodzkim. W 1689 r. syn Pawła, Daniel Apostoł, ówczesny pułkownik mirhorodzki, otrzymał od hetmana Iwana Mazepy uniwersał na własności ziemskie w Soroczyńcach i Chomutcu. W latach 1732–1734 z fundacji Daniela Apostoła wzniesiono w Seroczyńcach murowaną prawosławną cerkiew Przemienienia Pańskiego (Спасо-Преображенська церква), zbudowaną w stylu kozackiego baroku.
W 1900 r. było to miasteczko w powiecie mirgorodzkim guberni połtawskiej liczące 1514 domów, 8882 mieszkańców, 7 szkół (w tym 1 ministerialna, 1 ziemska, 3 cerkiewno-parafialne, 2 szkoły elementarne). W ciągu roku odbywało się tu 5 jarmarków.
W 1905 r. w Soroczyńcach i w okolicznych wsiach doszło do masowych wystąpień chłopów, przeciwko którym skierowano ekspedycję karną. Bunt brutalnie stłumiono - dziesiątki chłopów zostało zabitych, setki było rannych i torturowanych. Przeciwko dokonanej przez carat masakrze ostro protestował Włodzimierz Korolenko, który następnie napisał cykl reportaży pt. Tragedia soroczyńska (1907, "Сорочинская трагедия").
Od 1922 r. Soroczyńce znalazły się w granicach Ukraińskiej SRR. Ich nazwę zmieniono w 1925 r. na Neronowicze (Нероновичі), na cześć rozstrzelanego tu przez wojska URL, Jewhena Neronowicza, komisarza spraw wojskowych bolszewickiego rządu na Ukrainie. W 1931 r. przywrócono poprzednią nazwę.
Obecnie Wielkie Soroczyńce są wsią w niepodległej Ukrainie. Co roku w ostatnią sobotę i niedzielę sierpnia odbywa się tu Jarmark Soroczyński, który dekretem prezydenta Ukrainy od 1999 r. ma status dobra narodowego - Narodowy Jarmark Soroczyński (Національний Сорочинський ярмарок).

## Ludzie urodzeni w Soroczyńcach
- Daniel Apostoł (1654–1734) – hetman Ukrainy lewobrzeżnej w latach 1727–1734
- Nikołaj Gogol (1809–1852) – rosyjski pisarz, poeta, dramaturg i publicysta pochodzenia ukraińskiego[2]
- Wołodymyr Samijłenko (1864–1925) – ukraiński poeta, satyryk, dramaturg, tłumacz, działacz Bractwa Tarasowców.